# 国防部 (阿根廷)
国防部（西班牙語：Ministerio de Defensa，简称MINDEF）是阿根廷政府负责国防事务的部门，包括监督阿根廷武装力量。国防部办公地点位于布宜诺斯艾利斯市解放者大楼。
国防部是阿根廷政府中历史最悠久的部门之一，自1854年阿根廷第一任总统胡斯托·何塞·德·乌尔基萨（当时称为战争和海军部）在其任期内成立以来一直存在。现任部长是路易斯·佩特里，自2023年12月10日起在哈维尔·米莱内阁任职。

## 历史
胡安·多明戈·庇隆通过1949年阿根廷宪法改革确立了陆军部、国防部、海军部和航空部。
1958年6月13日，阿图罗·弗朗迪西通过了《部门组织法》（西班牙語：Ley Orgánica de Ministerios，第14 439号法），在其第十七条中确定以国防部的基础上建立战争秘书处、海军秘书处和航空秘书处。
1966年9月17日，事实总统胡安·卡洛斯·翁加尼亚重组内阁各部门，国防部获得了陆军司令部、海军作战司令部和空军司令部的职权。
2006年6月12日，时任总统内斯托尔·基什内尔成功将1988年批准的《国防法》实施。该法确立了军队学说的现代化以及其作用，此前的历届政府都未能成功实施该法。国防法规定军队的作用仅为抵抗侵略，并减少了军事首长的权力，同时通过武装部队联合参谋部将作战和采购决策集中在国防部之下，并强调联合行动。

2018年7月23日，总统毛里西奥·马克里通过第683/2018号法令，修改2006年关于《国防法》规定的第727号法令，改革了国防体系。

## 组织结构
自2019年起，国防部由以下机构组成：
- 国防外务秘书长（Secretaría de Asuntos Internacionales de la Defensa）
- 国防研究、工业政策和生产秘书处（Secretaría de Investigación, Política Industrial y Producción para la Defensa）
- 紧急情况军事协调秘书处（Secretaría de Coordinación Militar en Emergencias）

## 历任部长
| No.                                                         | 部长                                                        | 政党                                                        | 政党                                                        | 任期                                                        | 总统                                                        | 总统                                                        |
| 战争和海军部（1854年–1898年） Ministerio de Guerra y Marina | 战争和海军部（1854年–1898年） Ministerio de Guerra y Marina | 战争和海军部（1854年–1898年） Ministerio de Guerra y Marina | 战争和海军部（1854年–1898年） Ministerio de Guerra y Marina | 战争和海军部（1854年–1898年） Ministerio de Guerra y Marina | 战争和海军部（1854年–1898年） Ministerio de Guerra y Marina | 战争和海军部（1854年–1898年） Ministerio de Guerra y Marina |
| ----------------------------------------------------------- | ----------------------------------------------------------- | ----------------------------------------------------------- | ----------------------------------------------------------- | ----------------------------------------------------------- | ----------------------------------------------------------- | ----------------------------------------------------------- |
| 1                                                           | 鲁德辛多·阿尔瓦拉多                                         |                                                             | 一元党                                                      | 1854年3月5日 – 1854年11月7日                                |                                                             | 胡斯托·何塞·德·乌尔基萨                                     |
| 2                                                           | 何塞·米格尔·加兰                                            |                                                             | 联邦党                                                      | 1854年11月7日 – 1860年3月5日                                |                                                             | 胡斯托·何塞·德·乌尔基萨                                     |
| 3                                                           | 本哈明·维多利卡                                             |                                                             | 联邦党                                                      | 1860年3月5日 – 1861年11月5日                                |                                                             | 圣地亚哥·德尔基                                             |
| 4                                                           | 帕斯托尔·奥夫利加多                                         |                                                             | 国家党                                                      | 1861年12月 – 1862年10月12日                                 |                                                             | 巴托洛梅·米特雷                                             |
| 5                                                           | 胡安·安德烈斯·赫利-奥韦斯                                   |                                                             | 国家党                                                      | 1862年10月12日 – 1867年11月                                 |                                                             | 巴托洛梅·米特雷                                             |
| 6                                                           | 文塞斯劳·保内罗                                             |                                                             | 国家党                                                      | 1868年2月1日 – 1868年10月12月                               |                                                             | 巴托洛梅·米特雷                                             |
| 7                                                           | 马丁·德·盖恩萨                                              |                                                             | 国家党                                                      | 1868年10月12月 – 1874年10月12月                             |                                                             | 多明戈·福斯蒂诺·萨米恩托                                    |
| 8                                                           | 阿道弗·阿尔西纳                                             |                                                             | 国家自治党                                                  | 1874年10月12月 – 1877年12月29日                             |                                                             | 尼古拉斯·阿韦利亚内达                                       |
| 9                                                           | 胡利奥·阿亨蒂诺·罗加                                        |                                                             | 国家自治党                                                  | 1878年1月4日 – 1879年10月9日                                |                                                             | 尼古拉斯·阿韦利亚内达                                       |
| 10                                                          | 卡洛斯·佩列格里尼                                           |                                                             | 国家自治党                                                  | 1879年10月9日 – 1880年10月12日                              |                                                             | 尼古拉斯·阿韦利亚内达                                       |
| 11                                                          | 本哈明·维多利卡                                             |                                                             | 国家自治党                                                  | 1880年10月12日 – 1885年7月11日                              |                                                             | 胡利奥·阿亨蒂诺·罗加                                        |
| 12                                                          | 卡洛斯·佩列格里尼                                           |                                                             | 国家自治党                                                  | 1885年7月11日 – 1886年10月12日                              |                                                             | 胡利奥·阿亨蒂诺·罗加                                        |
| 13                                                          | 尼古拉斯·莱瓦列                                             |                                                             | 无党籍 （军人）                                             | 1886年10月12日 – 1887年1月15日                              |                                                             | 米格尔·胡亚雷斯·塞尔曼                                      |
| 14                                                          | 爱德华多·拉塞多                                             |                                                             | 国家自治党                                                  | 1887年1月15日 – 1890年4月12日                               |                                                             | 米格尔·胡亚雷斯·塞尔曼                                      |
| 15                                                          | 尼古拉斯·莱瓦列                                             |                                                             | 无党籍 （军人）                                             | 1890年4月18日 – 1890年8月6日                                |                                                             | 米格尔·胡亚雷斯·塞尔曼                                      |
| 15                                                          | 尼古拉斯·莱瓦列                                             | 1890年8月6日 – 1892年10月12日                               | 无党籍 （军人）                                             |                                                             | 卡洛斯·佩列格里尼                                           |                                                             |
| 16                                                          | 本哈明·维多利卡                                             |                                                             | 国家自治党                                                  | 1892年10月12日 – 1893年6月7日                               |                                                             | 路易斯·萨恩斯·培尼亚                                        |
| 17                                                          | 华金·别霍武埃诺                                             |                                                             | 无党籍 （军人）                                             | 1893年6月7日 – 1893年6月27日                                |                                                             | 路易斯·萨恩斯·培尼亚                                        |
| 18                                                          | 欧多罗·巴尔萨                                               |                                                             | 国家自治党                                                  | 1893年6月27日 – 1893年7月5日                                |                                                             | 路易斯·萨恩斯·培尼亚                                        |
| 19                                                          | 阿里斯托武洛·德尔巴列                                       |                                                             | 激进公民联盟                                                | 1893年7月5日 – 1893年8月12日                                |                                                             | 路易斯·萨恩斯·培尼亚                                        |
| 20                                                          | 路易斯·马里亚·坎波斯                                        |                                                             | 无党籍 （军人）                                             | 1893年8月12日 – 1894年11月7日                               |                                                             | 路易斯·萨恩斯·培尼亚                                        |
| 21                                                          | 欧多罗·巴尔萨                                               |                                                             | 国家自治党                                                  | 1894年11月7日 – 1895年1月23日                               |                                                             | 路易斯·萨恩斯·培尼亚                                        |
| 21                                                          | 欧多罗·巴尔萨                                               | 1895年1月23日 – 1895年8月29日                               | 国家自治党                                                  |                                                             | 何塞·埃瓦里斯托·乌里武鲁                                    |                                                             |
| 22                                                          | 吉列尔莫·比利亚努埃瓦                                       |                                                             | 无党籍                                                      | 1895年8月29日 – 1897年5月19日                               | 何塞·埃瓦里斯托·乌里武鲁                                    |                                                             |
| 23                                                          | 尼古拉斯·莱瓦列                                             |                                                             | 无党籍 （军人）                                             | 1897年5月19日 – 1898年10月12日                              | 何塞·埃瓦里斯托·乌里武鲁                                    |                                                             |
| 战争部（1898年–1949年） Ministerio de Guerra                |                                                             |                                                             |                                                             |                                                             |                                                             |                                                             |
| 24                                                          | 路易斯·马里亚·坎波斯                                        |                                                             | 无党籍 （军人）                                             | 1898年10月12日 – 1899年8月8日                               |                                                             | 胡利奥·阿亨蒂诺·罗加                                        |
| 25                                                          | 罗森多·弗拉加                                               |                                                             | 国家自治党                                                  | 1899年8月8日 – 1900年7月13日                                |                                                             | 胡利奥·阿亨蒂诺·罗加                                        |
| 26                                                          | 巴勃罗·里基耶里                                             |                                                             | 无党籍 （军人）                                             | 1900年7月13日 – 1904年10月12日                              |                                                             | 胡利奥·阿亨蒂诺·罗加                                        |
| 27                                                          | 恩里克·戈多伊                                               |                                                             | 国家自治党                                                  | 1904年10月12日 – 1906年3月12日                              |                                                             | 曼努埃尔·金塔纳                                             |
| 28                                                          | 路易斯·马里亚·坎波斯                                        |                                                             | 无党籍 （军人）                                             | 1906年3月14日 – 1906年7月5日                                |                                                             | 何塞·菲格罗亚·阿尔科塔                                      |
| 29                                                          | 罗森多·弗拉加                                               |                                                             | 国家自治党                                                  | 1906年7月5日 – 1907年7月11日                                |                                                             | 何塞·菲格罗亚·阿尔科塔                                      |
| 30                                                          | 拉斐尔·马里亚·阿吉雷                                        |                                                             | 无党籍 （军人）                                             | 1907年7月11日 – 1910年3月2日                                |                                                             | 何塞·菲格罗亚·阿尔科塔                                      |
| 31                                                          | 爱德华多·拉塞多                                             |                                                             | 国家自治党                                                  | 1910年3月2日 – 1910年10月12日                               |                                                             | 何塞·菲格罗亚·阿尔科塔                                      |
| 32                                                          | 格雷戈里奥·贝莱斯                                           |                                                             | 无党籍 （军人）                                             | 1910年10月12日 – 1914年2月12日                              |                                                             | 罗克·萨恩斯·培尼亚                                          |
| 33                                                          | 安赫尔·阿利亚里亚                                           |                                                             | 无党籍 （军人）                                             | 1914年2月16日 – 1914年8月9日                                |                                                             | 罗克·萨恩斯·培尼亚                                          |
| 33                                                          | 安赫尔·阿利亚里亚                                           | 1914年8月9日 – 1916年10月12日                               | 无党籍 （军人）                                             |                                                             | 维多利诺·德拉普拉萨                                         |                                                             |
| 34                                                          | 埃尔皮迪奥·冈萨雷斯                                         |                                                             | 激进公民联盟                                                | 1916年10月12日 – 1918年9月14日                              |                                                             | 伊波利托·伊里戈延                                           |
| 35                                                          | 胡里奥·莫雷诺                                               |                                                             | 激进公民联盟                                                | 1918年9月14日 – 1922年10月12日                              |                                                             | 伊波利托·伊里戈延                                           |
| 36                                                          | 阿古斯丁·佩德罗·胡斯托                                      |                                                             | 激进公民联盟                                                | 1922年10月12日 – 1928年10月12日                             |                                                             | 马尔塞洛·托尔夸托·德·阿尔维亚尔                             |
| 37                                                          | 路易斯·德列皮亚内                                           |                                                             | 激进公民联盟                                                | 1928年10月12日 – 1930年9月6日                               |                                                             | 伊波利托·伊里戈延                                           |
| 38                                                          | 弗朗西斯科·梅迪纳                                           |                                                             | 无党籍 （军人）                                             | 1930年9月6日 – 1932年2月20日                                |                                                             | 何塞·费利克斯·乌里武鲁                                      |
| 39                                                          | 曼努埃尔·A·罗德里格斯                                       |                                                             | 无党籍 （军人）                                             | 1932年2月20日 – 1936年2月24日                               |                                                             | 阿古斯丁·佩德罗·胡斯托                                      |
| 40                                                          | 巴西利奥·佩尔蒂内                                           |                                                             | 无党籍 （军人）                                             | 1936年3月30日 – 1938年2月20日                               |                                                             | 阿古斯丁·佩德罗·胡斯托                                      |
| 41                                                          | 卡洛斯·马尔克斯                                             |                                                             | 无党籍 （军人）                                             | 1938年2月20日 – 1942年6月27日                               |                                                             | 罗伯托·马塞利诺·奥尔蒂斯                                    |
| 42                                                          | 胡安·内龙·托纳齐                                            |                                                             | 无党籍 （军人）                                             | 1942年6月27日 – 1942年11月16日                              |                                                             | 拉蒙·卡斯蒂略                                               |
| 43                                                          | 佩德罗·巴勃罗·拉米雷斯                                      |                                                             | 无党籍 （军人）                                             | 1942年11月16日 – 1943年6月4日                               |                                                             | 拉蒙·卡斯蒂略                                               |
| 44                                                          | 埃德尔米罗·胡利安·法雷利                                    |                                                             | 无党籍 （军人）                                             | 1943年6月7日 – 1944年2月24日                                |                                                             | 佩德罗·巴勃罗·拉米雷斯                                      |
| 45                                                          | 胡安·庇隆                                                   |                                                             | 无党籍 （军人）                                             | 1944年2月24日 – 1944年3月9日                                |                                                             | 佩德罗·巴勃罗·拉米雷斯                                      |
| 45                                                          | 胡安·庇隆                                                   | 1944年3月9日 – 1945年10月8日                                | 无党籍 （军人）                                             |                                                             | 埃德尔米罗·胡利安·法雷利                                    |                                                             |
| 46                                                          | 爱德华多·阿瓦洛斯                                           |                                                             | 无党籍 （军人）                                             | 1945年10月8日 – 1945年10月17日                              | 埃德尔米罗·胡利安·法雷利                                    |                                                             |
| 47                                                          | 温贝托·索萨·莫利纳                                          |                                                             | 无党籍 （军人）                                             | 1945年10月18日 – 1946年6月4日                               | 埃德尔米罗·胡利安·法雷利                                    |                                                             |
| 47                                                          | 温贝托·索萨·莫利纳                                          | 1946年6月4日 – 1949年3月11日                                | 无党籍 （军人）                                             |                                                             | 胡安·庇隆                                                   |                                                             |
| 国防部（1949年–1955年） Ministerio de Defensa Nacional      |                                                             |                                                             |                                                             |                                                             |                                                             |                                                             |
| 47                                                          | 温贝托·索萨·莫利纳                                          |                                                             | 无党籍 （军人）                                             | 1949年3月11日 – 1955年9月21日                               |                                                             | 胡安·庇隆                                                   |
| 战争部（1955年–1958年） Ministerio de Guerra                |                                                             |                                                             |                                                             |                                                             |                                                             |                                                             |
| 48                                                          | 埃克托尔·索拉纳斯·帕切科                                    |                                                             | 无党籍 （军人）                                             | 1958年5月1日 – 1958年6月18日                                |                                                             | 阿图罗·弗朗迪西                                             |
| 国防部（1958年–1981年） Ministerio de Defensa Nacional      |                                                             |                                                             |                                                             |                                                             |                                                             |                                                             |
| 49                                                          | 加夫列尔·德尔马索                                           |                                                             | 激进公民联盟                                                | 1958年6月18日 – 1959年6月24日                               |                                                             | 阿图罗·弗朗迪西                                             |
| 50                                                          | 胡斯托·波利卡尔波·比利亚尔                                  |                                                             | 激进公民联盟                                                | 1959年6月25日 – 1962年3月26日                               |                                                             | 阿图罗·弗朗迪西                                             |
| 51                                                          | 鲁道夫·马丁内斯                                             |                                                             | 基督教民主党                                                | 1962年3月26日 – 1962年3月29日                               |                                                             | 阿图罗·弗朗迪西                                             |
| 52                                                          | 埃内斯托·豪尔赫·拉努塞                                      |                                                             | 激进公民联盟                                                | 1962年3月29日 – 1962年4月30日                               |                                                             | 何塞·马里亚·圭多                                            |
| 53                                                          | 何塞·路易斯·坎蒂洛                                          |                                                             | 激进公民联盟                                                | 1962年4月30日 – 1962年8月30日                               |                                                             | 何塞·马里亚·圭多                                            |
| 54                                                          | 阿道弗·拉努斯                                               |                                                             | 激进公民联盟                                                | 1962年8月30日 – 1962年10月5日                               |                                                             | 何塞·马里亚·圭多                                            |
| 55                                                          | 何塞·曼努埃尔·阿斯蒂格塔                                    |                                                             | 无党籍                                                      | 1962年10月5日 – 1963年10月12日                              |                                                             | 何塞·马里亚·圭多                                            |
| 56                                                          | 莱奥波尔多·苏亚雷斯                                         |                                                             | 激进公民联盟                                                | 1963年10月12日 – 1966年6月28日                              |                                                             | 阿图罗·伊利亚                                               |
| 57                                                          | 安东尼奥·拉努塞                                             |                                                             | 无党籍                                                      | 1966年6月28日 – 1967年3月11日                               |                                                             | 胡安·卡洛斯·翁加尼亚                                        |
| 58                                                          | 埃米利奥·范佩博格                                           |                                                             | 无党籍                                                      | 1967年3月24日 – 1969年6月8日                                |                                                             | 胡安·卡洛斯·翁加尼亚                                        |
| 59                                                          | 何塞·拉斐尔·卡塞雷斯·莫尼耶                                 |                                                             | 融合与发展运动                                              | 1969年6月28日 – 1970年6月18日                               |                                                             | 胡安·卡洛斯·翁加尼亚                                        |
| 59                                                          | 何塞·拉斐尔·卡塞雷斯·莫尼耶                                 | 1970年6月18日 – 1971年3月22日                               | 融合与发展运动                                              |                                                             | 罗伯托·马塞洛·莱文斯顿                                      |                                                             |
| 59                                                          | 何塞·拉斐尔·卡塞雷斯·莫尼耶                                 | 1971年3月22日 – 1972年5月9日                                | 融合与发展运动                                              |                                                             | 亚历山大·拉努塞                                             |                                                             |
| 60                                                          | 爱德华多·阿吉雷·奥瓦里奥                                    |                                                             | 无党籍                                                      | 1972年5月9日 – 1973年5月25日                                | 亚历山大·拉努塞                                             |                                                             |
| 61                                                          | 安赫尔·费德里科·罗夫莱多                                    |                                                             | 正义党                                                      | 1973年5月25日 – 1973年7月13日                               |                                                             | 埃克托尔·何塞·坎波拉                                        |
| 61                                                          | 安赫尔·费德里科·罗夫莱多                                    | 1973年7月13日 – 1973年10月12日                              | 正义党                                                      |                                                             | 劳尔·拉斯蒂里                                               |                                                             |
| 61                                                          | 安赫尔·费德里科·罗夫莱多                                    | 1973年10月12日 – 1974年7月1日                               | 正义党                                                      |                                                             | 胡安·多明戈·庇隆                                            |                                                             |
| 61                                                          | 安赫尔·费德里科·罗夫莱多                                    | 1974年7月1日 – 1974年8月13日                                | 正义党                                                      |                                                             | 伊莎贝尔·庇隆                                               |                                                             |
| 62                                                          | 阿道弗·M·萨维诺                                             |                                                             | 无党籍                                                      | 1974年8月14日 – 1975年7月11日                               | 伊莎贝尔·庇隆                                               |                                                             |
| 63                                                          | 豪尔赫·加里多                                               |                                                             | 无党籍                                                      | 1975年7月11日 – 1975年9月16日                               | 伊莎贝尔·庇隆                                               |                                                             |
| 64                                                          | 托马斯·博特罗                                               |                                                             | 无党籍                                                      | 1975年9月16日 – 1976年1月15日                               | 伊莎贝尔·庇隆                                               |                                                             |
| 65                                                          | 里卡多·塞萨尔·瓜尔多                                        |                                                             | 正义党                                                      | 1976年1月22日 – 1976年3月8日                                | 伊莎贝尔·庇隆                                               |                                                             |
| 66                                                          | 何塞·德埃萨                                                 |                                                             | 正义党                                                      | 1976年3月12日 – 1976年3月24日                               | 伊莎贝尔·庇隆                                               |                                                             |
| 67                                                          | 何塞·马里亚·克利克斯                                        |                                                             | 无党籍 （军人）                                             | 1976年3月29日 – 1978年10月30日                              |                                                             | 豪尔赫·拉斐尔·魏地拉                                        |
| 68                                                          | 戴维·德拉里瓦                                               |                                                             | 无党籍 （军人）                                             | 1978年11月5日 – 1981年3月29日                               |                                                             | 豪尔赫·拉斐尔·魏地拉                                        |
| 69                                                          | 诺韦尔托·科托                                               |                                                             | 无党籍 （军人）                                             | 1981年3月29日 – 1981年12月12日                              |                                                             | 罗伯托·爱德华多·比奥拉                                      |
| 国防部（1981–至今） Ministerio de Defensa                   |                                                             |                                                             |                                                             |                                                             |                                                             |                                                             |
| 70                                                          | 阿马德奥·弗鲁戈利                                           |                                                             | 无党籍                                                      | 1981年12月22日 – 1982年7月1日                               |                                                             | 莱奥波尔多·加尔铁里                                         |
| 71                                                          | 胡里奥·马丁内斯·比沃特                                      |                                                             | 无党籍                                                      | 1982年7月2日 – 1983年12月10日                               |                                                             | 雷纳尔多·比尼奥内                                           |
| 72                                                          | 劳尔·博拉斯                                                 |                                                             | 激进公民联盟                                                | 1983年12月10日 – 1985年5月27日                              |                                                             | 劳尔·阿方辛                                                 |
| 73                                                          | 罗克·卡兰萨                                                 |                                                             | 激进公民联盟                                                | 1985年5月27日 – 1986年2月8日                                |                                                             | 劳尔·阿方辛                                                 |
| 74                                                          | 赫尔曼·洛佩斯                                               |                                                             | 激进公民联盟                                                | 1986年2月8日 – 1986年6月2日                                 |                                                             | 劳尔·阿方辛                                                 |
| 75                                                          | 奥拉西奥·豪纳雷纳                                           |                                                             | 激进公民联盟                                                | 1986年6月2日 – 1989年7月8日                                 |                                                             | 劳尔·阿方辛                                                 |
| 76                                                          | 伊塔洛·卢德尔                                               |                                                             | 正义党                                                      | 1989年7月8日 – 1990年1月26日                                |                                                             | 卡洛斯·梅内姆                                               |
| 77                                                          | 温贝托·罗梅罗                                               |                                                             | 正义党                                                      | 1990年1月26日 – 1991年1月31日                               |                                                             | 卡洛斯·梅内姆                                               |
| 78                                                          | 吉多·迪特利亚                                               |                                                             | 正义党                                                      | 1991年1月31日 – 1991年3月1日                                |                                                             | 卡洛斯·梅内姆                                               |
| 79                                                          | 安东尼奥·埃尔曼·冈萨雷斯                                    |                                                             | 正义党                                                      | 1991年3月1日 – 1993年12月9日                                |                                                             | 卡洛斯·梅内姆                                               |
| 80                                                          | 奥斯卡·卡米利翁                                             |                                                             | 融合与发展运动                                              | 1993年12月9日 – 1996年8月7日                                |                                                             | 卡洛斯·梅内姆                                               |
| 81                                                          | 豪尔赫·多明格斯                                             |                                                             | 正义党                                                      | 1996年8月7日 – 1999年12月10日                               |                                                             | 卡洛斯·梅内姆                                               |
| 81                                                          | 里卡多·洛佩斯·墨菲                                          |                                                             | 激进公民联盟                                                | 1999年12月10日 – 2001年3月5日                               |                                                             | 费尔南多·德拉鲁阿                                           |
| 82                                                          | 奥拉西奥·豪纳雷纳                                           |                                                             | 激进公民联盟                                                | 2001年3月5日 – 2001年12月21日                               |                                                             | 费尔南多·德拉鲁阿                                           |
| 83                                                          | 何塞·马里亚·贝内特                                          |                                                             | 正义党                                                      | 2001年12月21日 – 2001年12月30日                             |                                                             | 罗德里格斯·萨阿                                             |
| 84                                                          | 奥拉西奥·豪纳雷纳                                           |                                                             | 激进公民联盟                                                | 2002年1月3日 – 2003年5月25日                                |                                                             | 爱德华多·杜阿尔德                                           |
| 85                                                          | 何塞·潘普罗                                                 |                                                             | 正义党                                                      | 2003年5月25日 – 2005年12月1日                               |                                                             | 内斯托尔·基什内尔                                           |
| 86                                                          | 尼尔达·加雷                                                 |                                                             | 广泛阵线                                                    | 2005年12月1日 – 2007年12月10日                              |                                                             | 内斯托尔·基什内尔                                           |
| 86                                                          | 尼尔达·加雷                                                 | 2007年12月10日 – 2010年12月15日                             | 广泛阵线                                                    |                                                             | 克里斯蒂娜·费尔南德斯·德基什内尔                            |                                                             |
| 87                                                          | 阿图罗·普里切利                                             |                                                             | 正义党                                                      | 2010年12月15日 – 2013年5月30日                              | 克里斯蒂娜·费尔南德斯·德基什内尔                            |                                                             |
| 88                                                          | 奥古斯丁·罗西                                               |                                                             | 正义党                                                      | 2013年5月30日 – 2015年12月10日                              | 克里斯蒂娜·费尔南德斯·德基什内尔                            |                                                             |
| 89                                                          | 胡利奥·马丁内斯                                             |                                                             | 激进公民联盟                                                | 2015年12月10日 – 2017年7月17日                              |                                                             | 毛里西奥·马克里                                             |
| 90                                                          | 奥斯卡·阿瓜德                                               |                                                             | 激进公民联盟                                                | 2017年7月17日 – 2019年12月10日                              |                                                             | 毛里西奥·马克里                                             |
| 91                                                          | 奥古斯丁·罗西                                               |                                                             | 正义党                                                      | 2019年12月10日 – 2021年8月10日                              |                                                             | 阿尔韦托·费尔南德斯                                         |
| 92                                                          | 豪尔赫·塔亚纳                                               |                                                             | 正义党                                                      | 2021年8月10日 – 2023年12月10日                              |                                                             | 阿尔韦托·费尔南德斯                                         |
| 93                                                          | 路易斯·佩特里                                               |                                                             | 激进公民联盟                                                | 2023年12月10日 – 至今                                       |                                                             | 哈维尔·米莱                                                 |